# Munții Trascăului

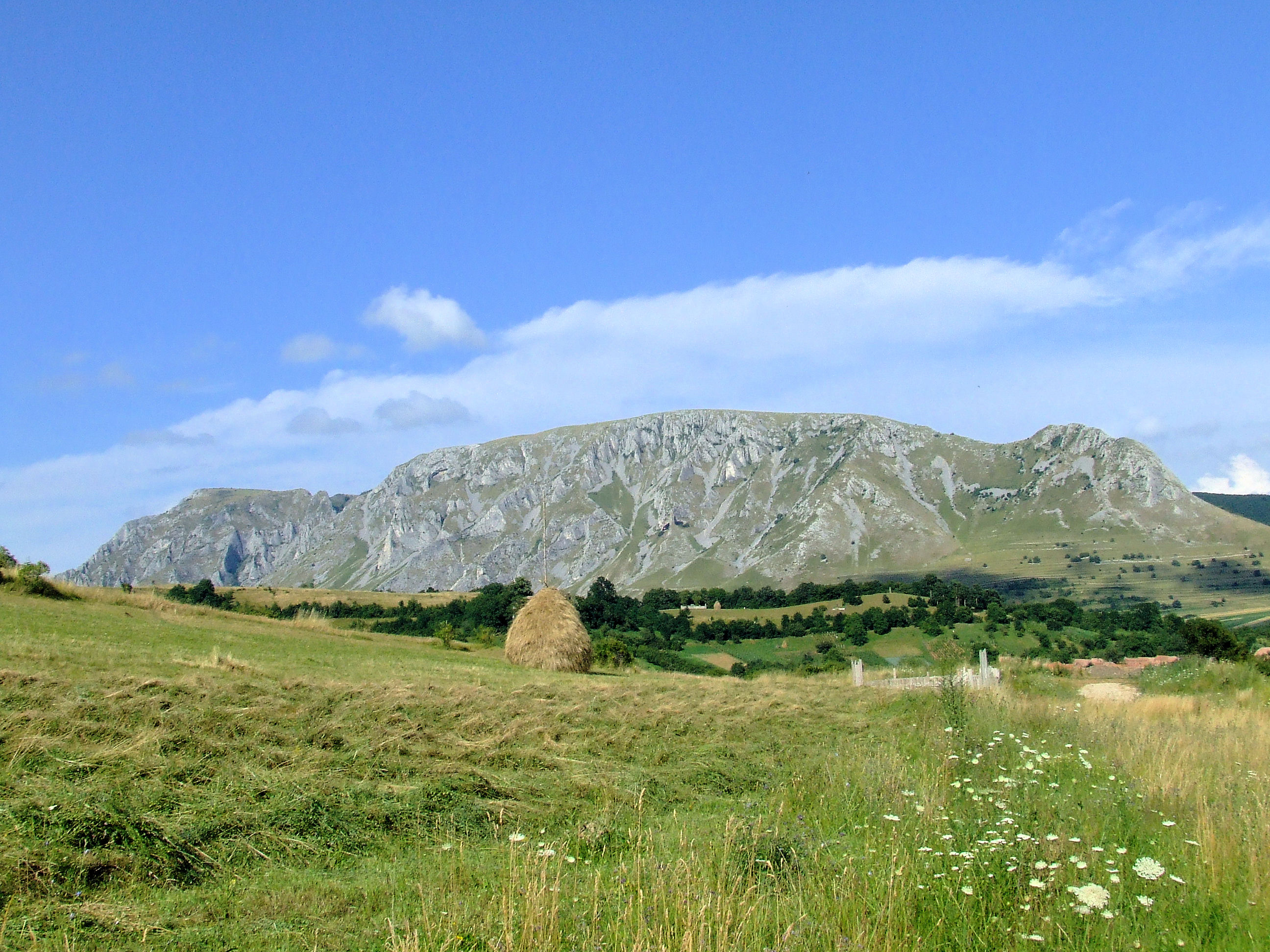
Munții Trascăului

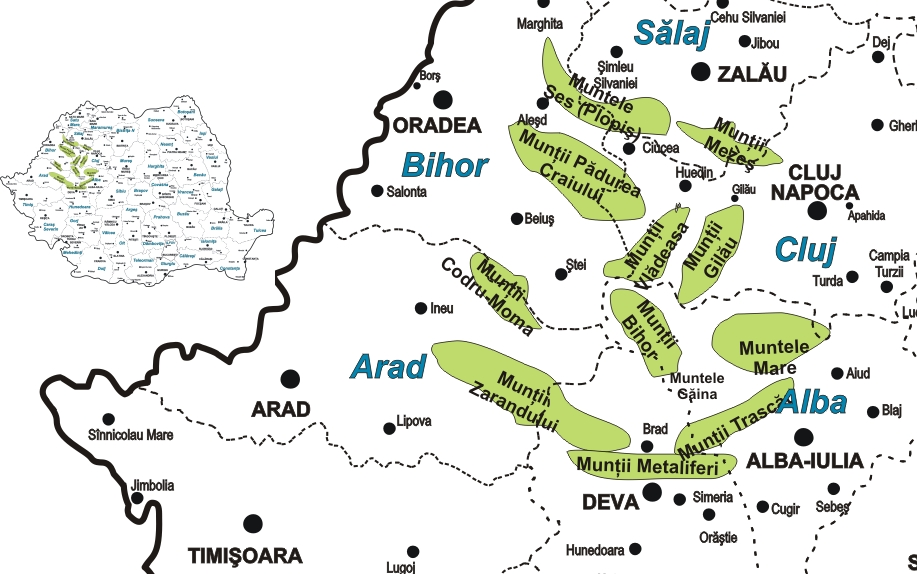
Localizarea în cadrul Munților Apuseni

Munții Trascăului (trăscău = rachiu tare [regionalism]) sunt o grupă montană a Munților Apuseni, aparținând lanțului muntos al Carpaților Occidentali. Cel mai înalt vârf este Dâmbău (1.369 m).

## Localizare
Munții sunt dispuși între Valea Ampoiului la sud și la nord Valea Racilor sau Turenilor, nordul lor fiind dispus în județul Cluj, restul masivului se află în județul Alba.Fără să atingă înălțimea întâlnită în alte grupe ale Carpaților României, Munții Trascăului reprezintă, totuși, o unitate extrem de diversificată ca peisaj, cu un remarcabil potențial turistic, doar în parte valorificat până in prezent.
În ciuda faptului că au înălțimi sub 1.400 m, ci apar destul de impunători, mai ales când sunt priviți din Culoarul Mureșului, de unde-și dezvăluie un profil crenelat, cu acel aer de atrăgătoare sălbăticie.

## Descriere
Munții Trascăului reprezintă o unitate montană care compensează lipsa urmelor glaciare, a piscurilor semețe, cu alte valențe — cu nimic mai prejos ca importanță — dintre care am aminti micro-relieful periglaciar, bine reprezentat aici. 
Atracția turistică pe care o exercită acest masiv constă, poate, tocmai din neașteptata lor complexitate și diversitate peisagistică, fără îndoială, un rol important în definirea trăsăturilor cadrului natural al Trascăului îl are relieful carstic, bine reprezentat, ce cuprinde întreaga gamă de forme specifice, ce se impun, mai totdeauna, cu multă personalitate în peisaj. în plus, integrarea acestui tip de relief în cadrul morfologiei dezvoltate pe celelalte roci — sedimentare, magmatice și metamorfice — se face într-o armonie peisagistică desăvârsita. 

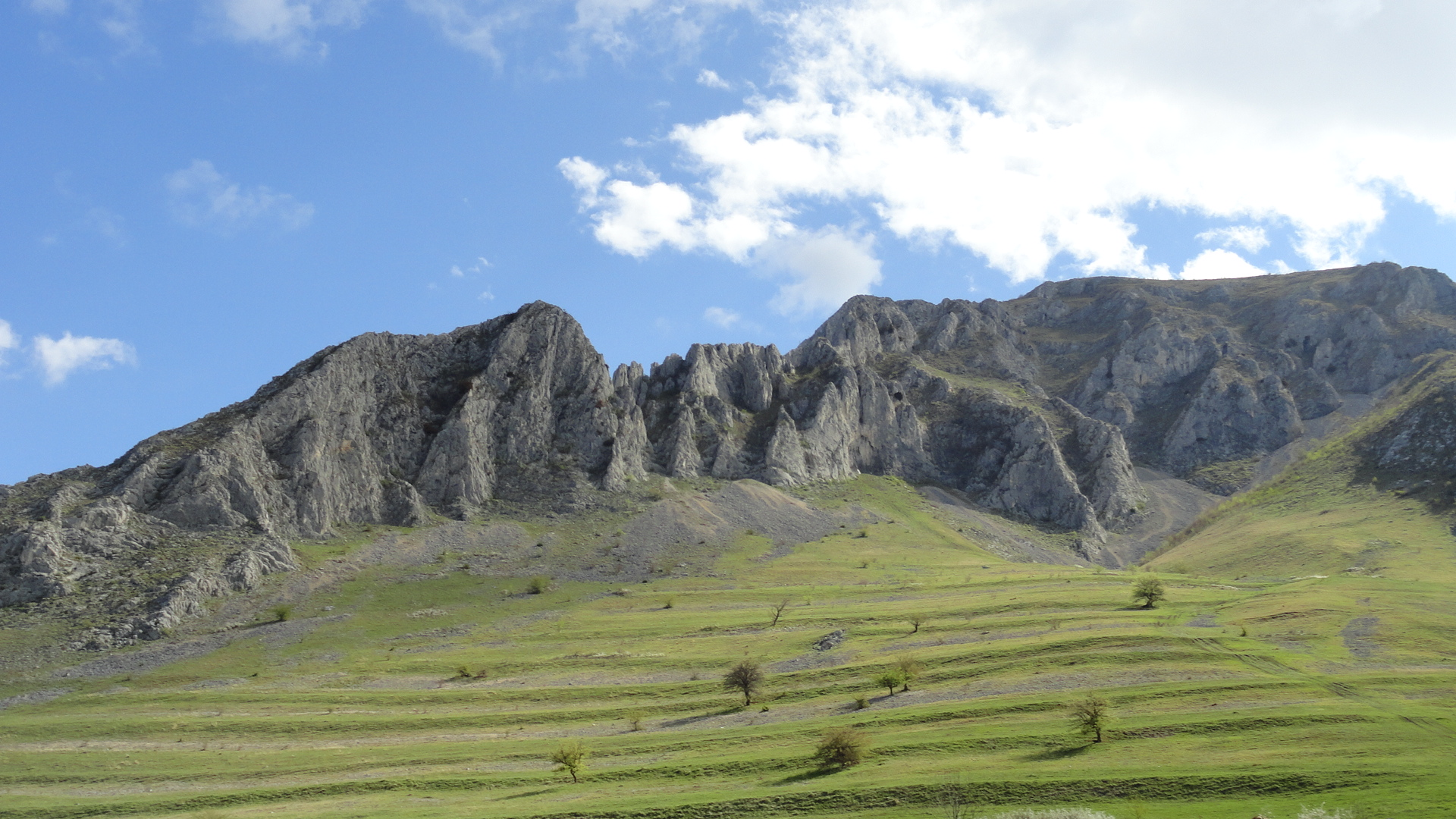
Munții Trascăului

Călătorul ajuns în împărăția de culmi, de creste sau platouri, întrerupte neașteptat de văi prăpăstioase, întâlnește, la tot pasul, priveliști de o frumusețe aparte. În timp ce în nordul și in sudul acestei uriități montane așezările apar doar pe văi și în cadrul depresiunilor, in partea centrală a Munților Trascăului satele și cătunele urcă până sus pe coama lor, risipindu-se pe crestele munților. 
Natura a înzestrat spațiul carpatic al Trascăului cu numeroase locuri interesante nu numai din punct de vedere științific, dar și turistic, numele unora având deja o mare rezonanță, precum cheile Turzii, Turenilor, Râmețului, Găldiței, Întregaldelor, Cetii, Aiudului, Ampoiței, apoi masivele calcaroase Bedeleu și Ciumerna, Colții Trascăului și Piatra Cetii, peșterile Huda lui Papară, Poarta Zmeilor, Bisericuța, Liliecilor, marea depresiune (dolină) Vânătara, o serie de defilee ca cele ale Arieșului, Iarei, Hășdatelor etc., pentru a nu aminti decât câteva dintre ele. 
Existența unei rețele optime de drumuri — situate fie la periferia perimetrului montan al Trascăului, fie direcționate spre inima acestuia, unele dintre ele reușind să-l traverseze — la care se adaugă un adevărat păienjeniș de poteci facilitează accesul spre cele mai îndepărtate și izolate puncte de interes turistic. Noi drumuri în curs de modernizare, traseele turistice marcate, crearea de noi baze de cazare și de alte dotări vin în întâmpinarea celor dornici sa pătrundă în lumea de frumuseți a acestor munți, care ni se oferă cu dărnicie, rezervându-și, totodată, încă multe alte taine, mai ales legate de lumea tăcută și rece, ostilă uneori la prima vedere, dar mereu fascinantă a adâncurilor.

## Trasee turistice
Munții Trascău au o rețea deasă de trasee turistice marcate.

## Imagini

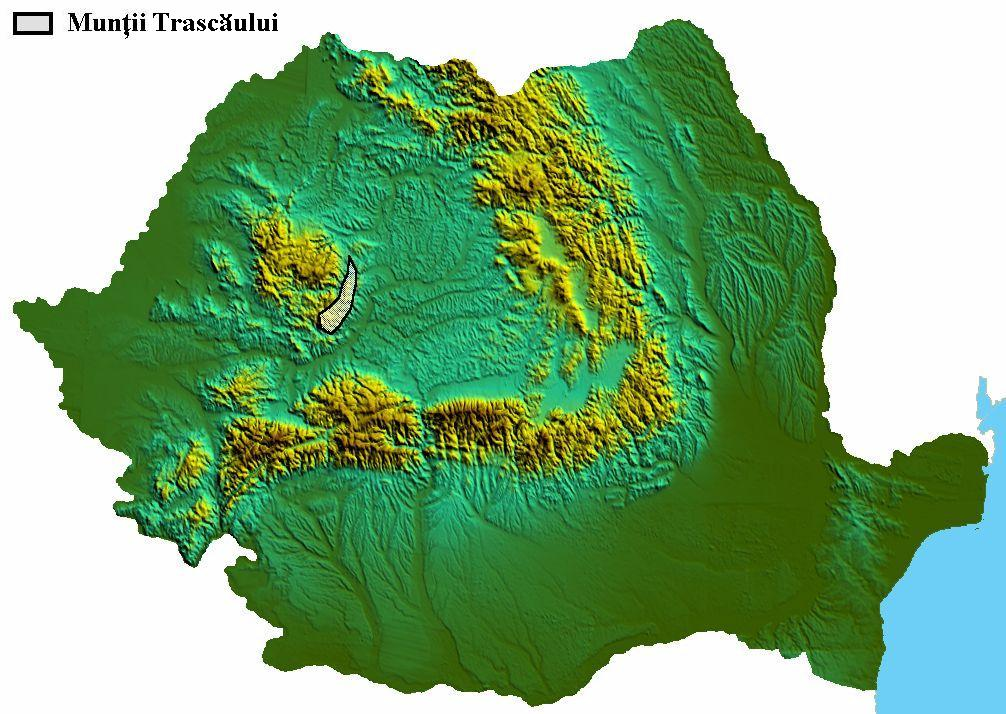
Muntii Trascăului
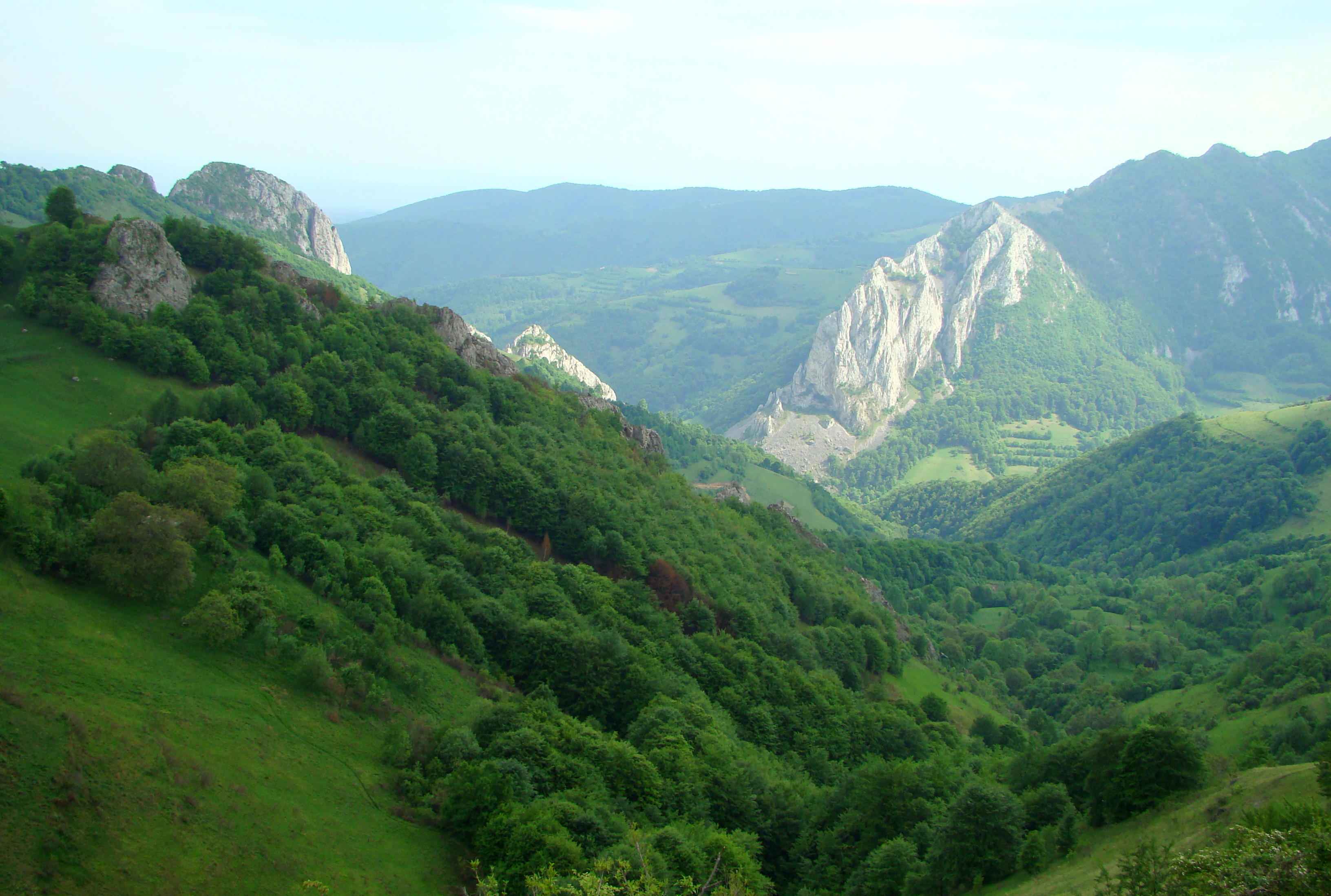
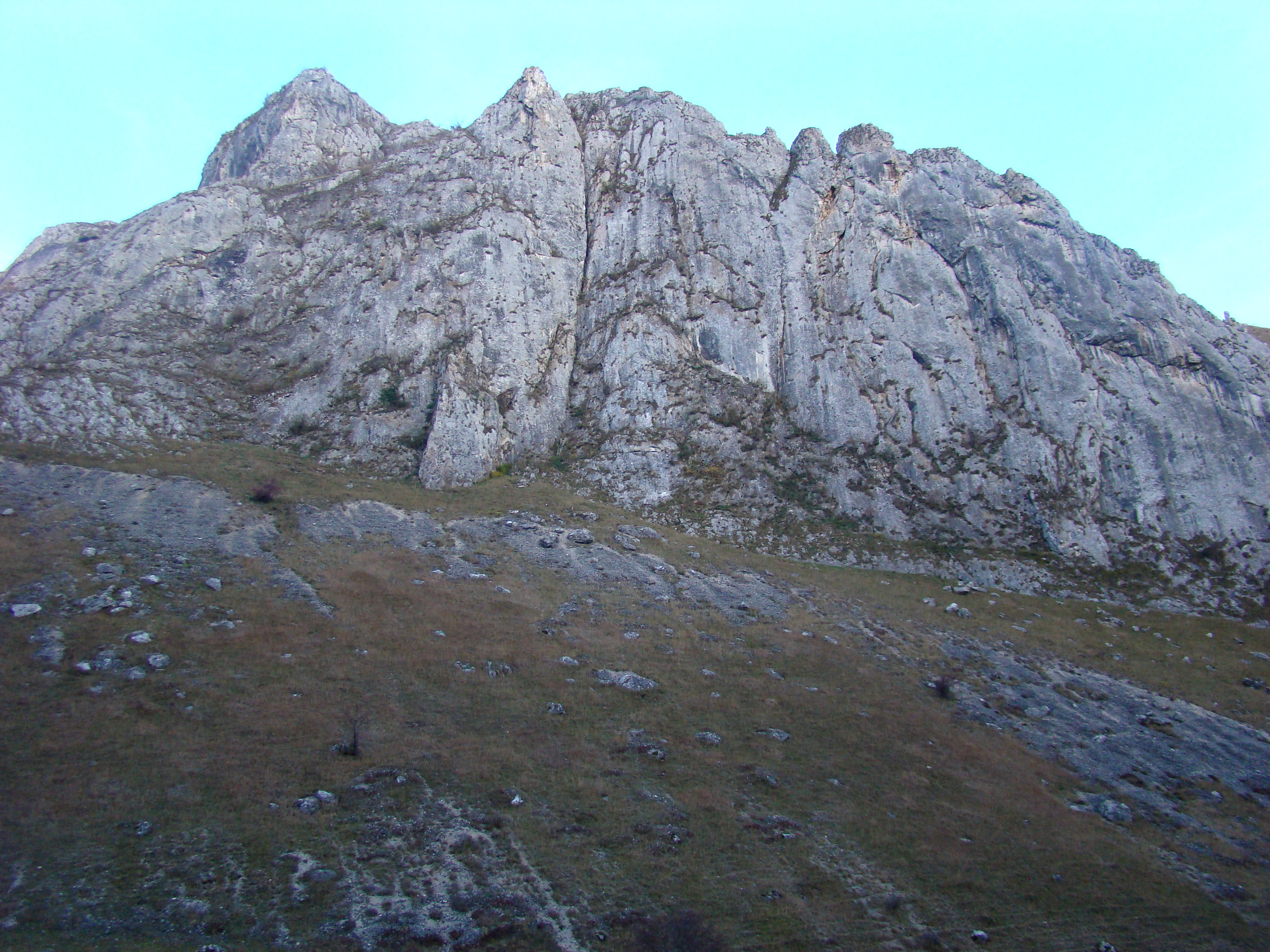
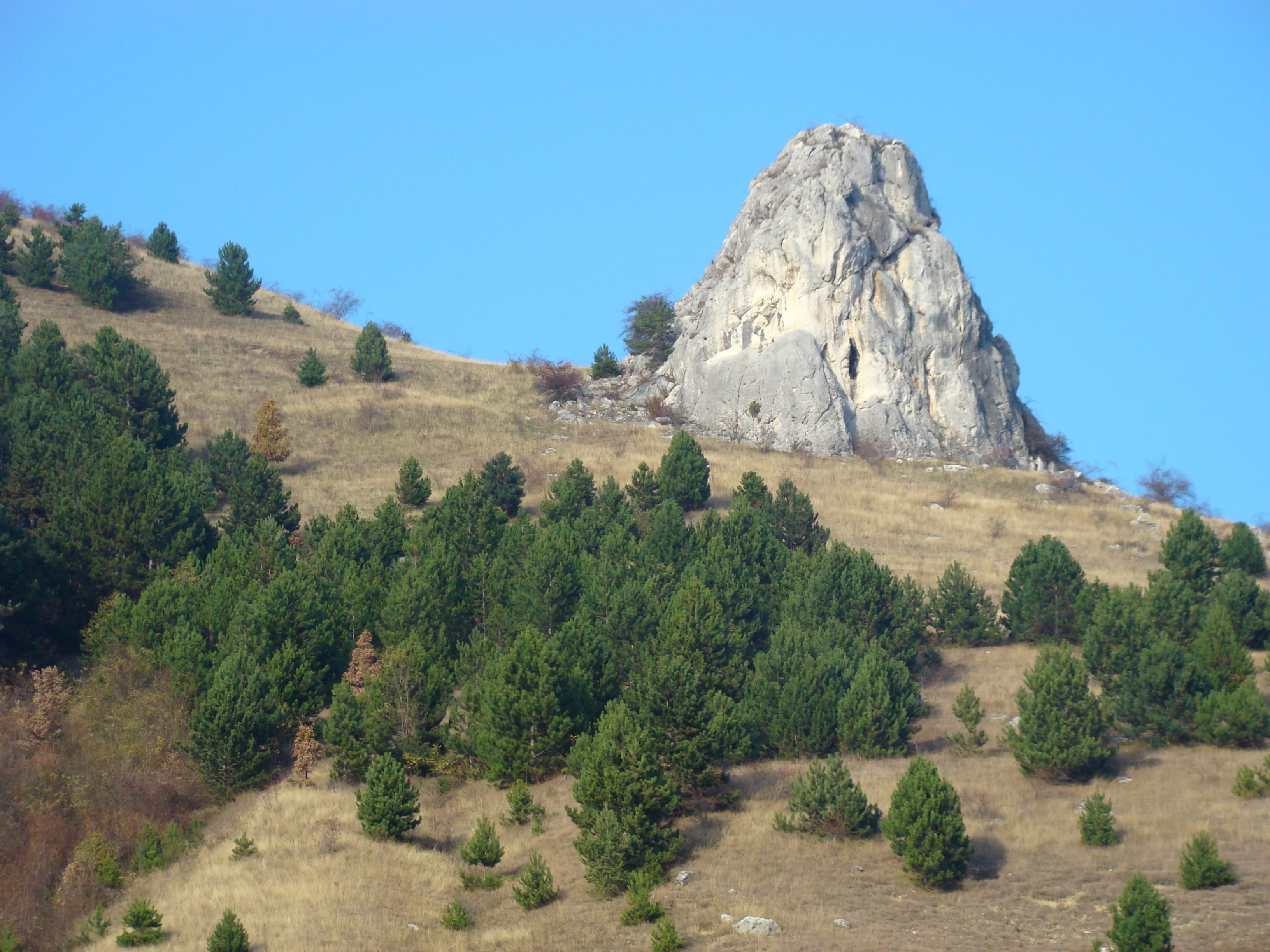
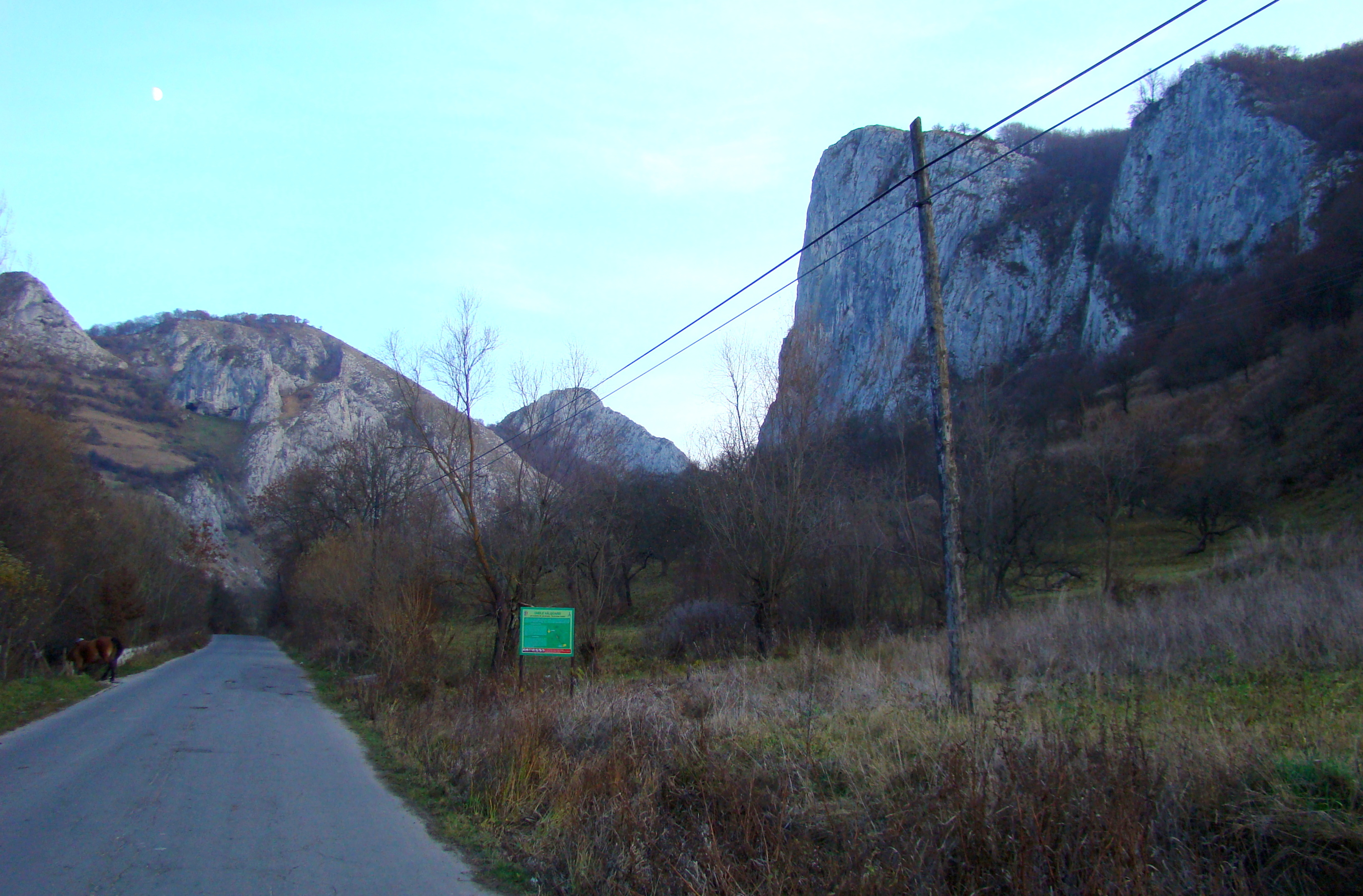
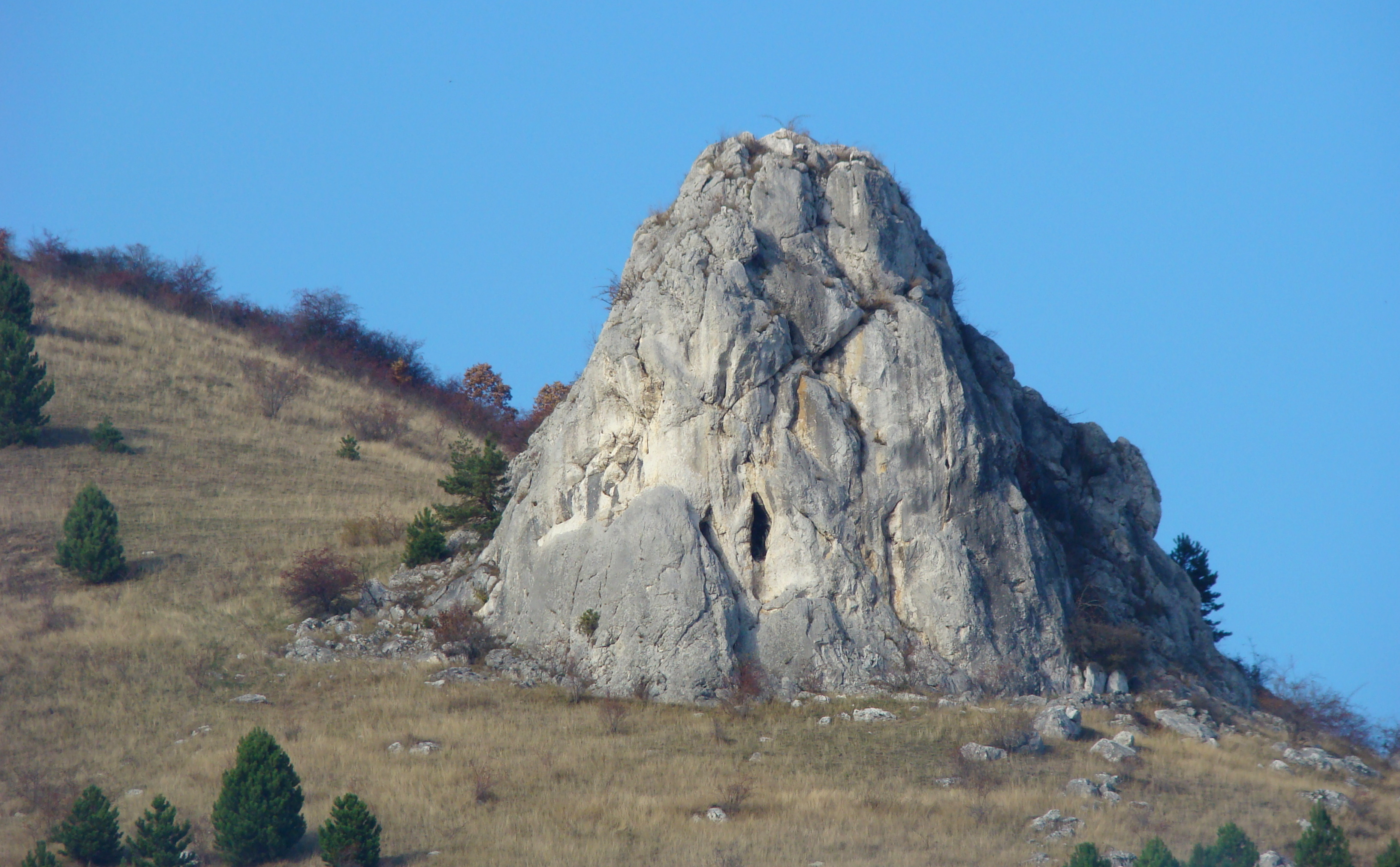
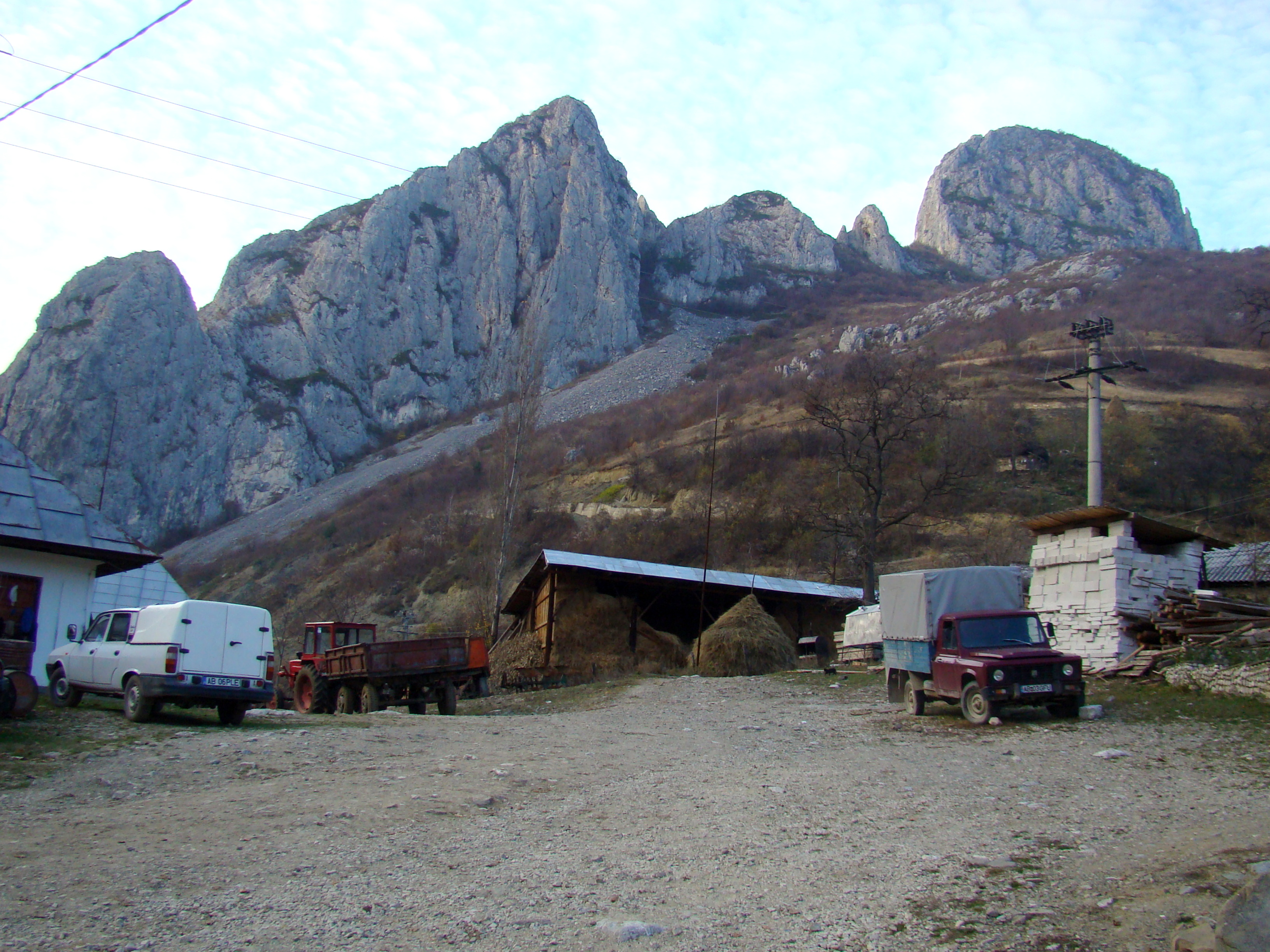
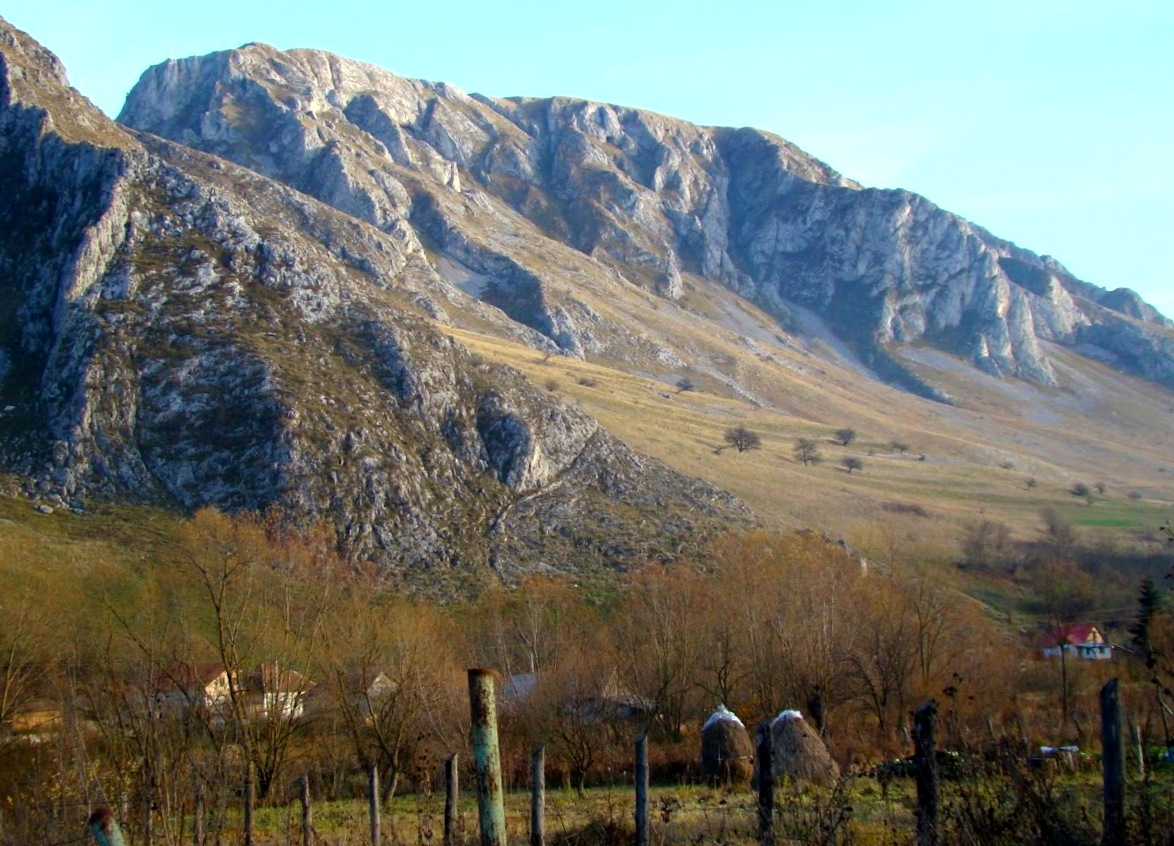